# NTV (Canadá)

CJON-DT, mais conhecida como NTV, é uma emissora de televisão canadense baseada na cidade de St. John´s, Terra Nova e Labrador. Sua programação é baseada no jornalismo e entretenimento e atualmente não é afiliada a nenhuma rede.

## História

### Licitação e início das transmissões
Em 1954, a Newfoundland Broadcasting Co. Ltd. concorreu a uma licitação para transmitir no Canal 2 de St. John's. Mas depois de um adiamento do CRTC (Board of Broadcast Governors da CBC na época), para estabelecer uma estação pública na mesma cidade, Ottawa rejeitou e a proposta da Newfoundland Broadcasting Company foi aceita. Posteriormente, no ano seguinte, revisou a proposta para transmitir no canal 4. O pedido foi aceito. No mesmo ano, em 1 de setembro, entrou no ar em fase de testes. Porém, a emissora começou a transmitir em definitivo no canal 6 e foi afiliada da CBC até 1965. O indicativo CJON vem de sua antiga estação irmã de rádio de mesmo indicativo, hoje CJYQ.

### Era CTV (1965-2002)
Em 1965, após a CBC abrir a CBNT-TV, a emissora se afiliou à CTV. Em 1966, a emissora começou a transmitir seus primeiros programas à cores. A emissora se tornou uma das primeiras emissoras canadenses, bem como do mundo a transmitir sua programação 24 horas.
Em 1978, a emissora foi autorizada a transmitir mais conteúdo não-canadense (55% para a parte do dia e 65% para a parte da noite).
Entre 1985 e 1988, a NTV recebeu prêmios CanPro com os programas A Little Good News, a cobertura jornalística de um acidente de avião (Gander Plane Crash) e Bruce the Goose, além de dois prêmios em 1991, com "Dark Harvest" e "Children's Checkpoints"
A partir de 1993, a NTV começou a ser transmitido no satélite Anik E2, junto com sua rádio CHOZ-FM.
Em 1998, o telejornal diário "NTV Evening NewsHour" venceu o prêmio "Noticiário do ano" da News Directors Association. Desde então, o telejornal é frequentemente referenciado como "o premiado".

### Fase independente (2002-atual)
A NTV se desafiliou da CTV e continua a transmitir os programas de sua antiga rede. Da emissora, atualmente transmite apenas o Your Morning, o CTV National News e outros programas jornalísticos. Já a maior fonte de programação atualmente vêm da Global Television Network, da qual a NTV transmite o Global National, Entertainment Tonight, The Morning Show e outros programas.
Em 2011, a emissora recebeu aprovação do CRTC para transmitir em sinal digital, assim que encerrarem suas transmissões em sinal analógico. No ano seguinte, incluiu sua rádio no canal 21.2 sob a permissão do próprio CRTC.
Em 2013, o fundador da CJON-DT, Geoff Stirling, morreu aos 92 anos.

## Programação
A programação local consiste em várias edições do NTV News, pela manhã, tarde e noite, além de reprises de exibições antigas, como o A Little Good News, o Canada In View, ou o Meetings with Remarkable People, incluindo também o Captain Atlantis e mais alguns programas locais. Esses e outros programas são exibidos ao vivo no site da emissora, já que não poderá exibir programas tanto da Global, quanto da CTV, devido os direitos autorais. O Scenes of Newfoundland é exibido todos os dias nos finais de madrugada, tocando músicas regionais com imagens de St. John's e algumas cidades da província.